# 竹篙灣
竹篙灣（英語：Penny's Bay）位於香港大嶼山的東北部，現時為香港迪士尼樂園度假區的所在地。基於地方行政計劃實行時，由小蠔一帶拉一條東西向的直線劃分荃灣區及離島區到竹篙灣海灣內，結果竹篙灣在填海工程後的陸地大部份屬於荃灣區，但大約於北緯22°18'47"(迪士尼樂園美國小鎮大街)以南的地方屬於離島區。
竹篙灣的名稱說法由來眾說紛紜，有說地形似竹竿，另一說這裏的淺水適合用竹划船通過，也有人說因此地曾盛產竹樹而得名。

## 發展沿革

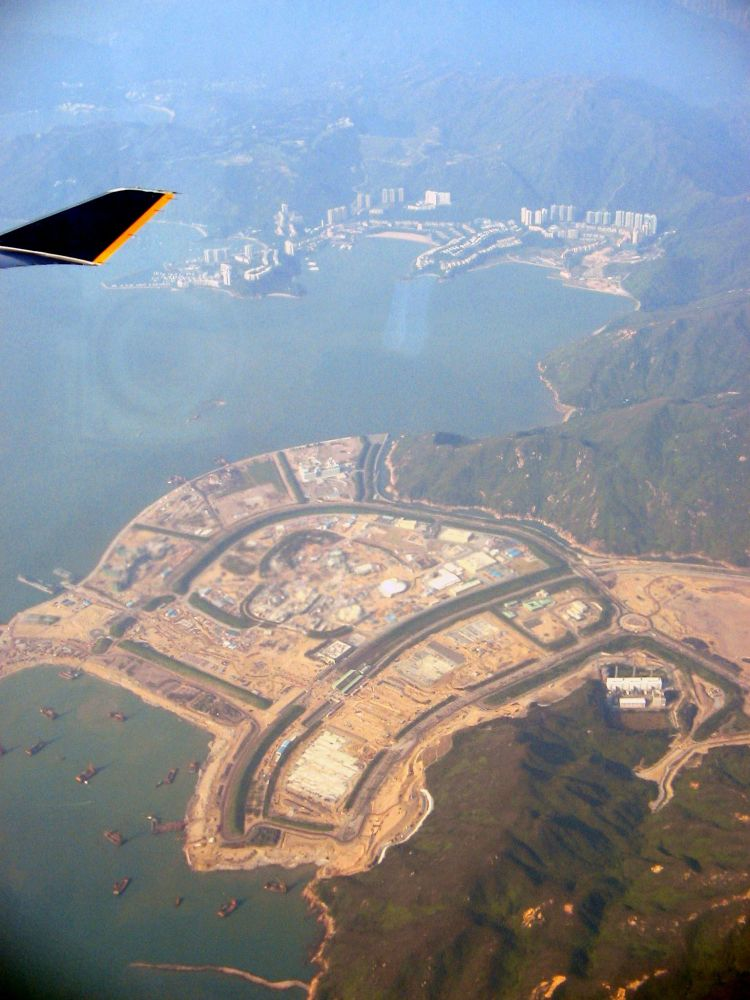
為興建香港迪士尼樂園度假區而進行的竹篙灣填海工程第一期

竹篙灣擁有天然的屏障，非常適合船隻停泊，在明代已經是一個商業點。1975年在此地曾經發現屬於明代，推斷是產自江西景德鎮對外銷的民窯青花瓷。因為香港位處通往廣州必經的珠江口東側，而廣州是古代的重要港口，曾是陶瓷之路（海上絲綢之路）的其中一個起點。這批瓷器碎片相信是於航途中破損而遭棄置，最後擱淺於此。
竹篙灣原有三條鄉村：望東坑、灣篤及昂船坳，但這些村落本來已經荒廢了 。1964年財利船廠搬入竹篙灣沿岸，從事船隻建造及維修，使竹篙灣進入另一個興旺時期，高峰期間有多達70戶人士居住。
竹篙灣原是位於大嶼山東北岸的一個港灣，由於地理位置鄰近香港國際機場及航道，而且能夠接駁北大嶼山公路，因此香港政府曾進行研究，包括1989年的《港口及機場發展策略研究》及1993年的《大嶼山港口及西部海港發展研究》，規劃將該區作港口發展，包括興建第10至13號貨櫃碼頭、內河貨運碼頭及港口支援設施。但隨著第九號貨櫃碼頭的啟用，97/98年度的《港口貨運預測》顯示香港未來的港口發展需求減慢，政府逐於1990年代末重新考慮大嶼山東北部的發展。

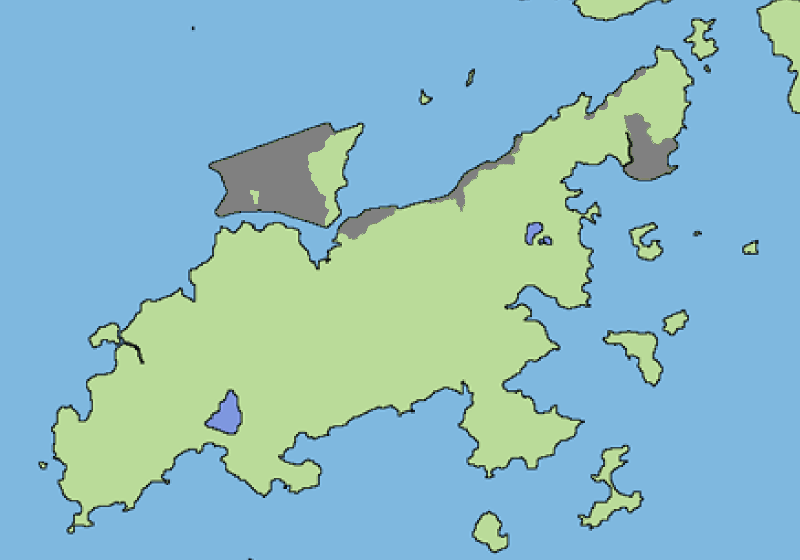
大嶼山的填海範圍（右上為竹篙灣）

在1990年代之前，由於北大嶼山公路尚未建成，竹篙灣更是遠離大嶼山居民的集中地（東涌和梅窩等地），竹篙灣對外交通更為落後，只能由山徑前往，或以海路出入。1992年中電集團在竹篙灣建發電廠（竹篙灣發電廠），都因公路和東涌新市鎮未開發，要到該地工作的人士有一定程度的困難，直至1990年代後期，北大嶼山公路的支路翔東路落成後，把其路北部一端延伸了一條私家路，以解決竹篙灣當時沒道路直通該區的種種問題，到該地工作的人可以由東涌乘車前往，後來該道路在香港迪士尼樂園度假區建成後，擴建為榮欣路。
由於該區發展受到航道、飛機噪音、環境保育等因素的限制，加上該區自然環境與遠離現有住宅發展區的特質，香港特區政府於1998年《大嶼山北岸發展可行性研究》的研究認為該區具備發展為旅遊及康樂用途的條件。
1999年華特迪士尼公司與香港特區政府達成協議，選址竹篙灣興建全球第五個迪士尼度假區，並展開竹篙灣填海工程。現時竹篙灣大部份海面已經填平為迪士尼主題公園區，只餘下四白和迪士尼神奇道南段西面之間的水道未有填平。嚴格而言竹篙灣是未完全填平，但該水域相當狹窄，儼如一小河流，所以竹篙灣已基本消失。
竹篙灣是「財利船廠」的所在地，由於船廠運作多年，該處的土壤積累多達3萬立方米的二噁英、重金屬和碳氫化合物。為了處理這些廢土，它們首先被運往倒扣灣的臨時二噁英處理廠進行初步處理，最後在青衣島的化學廢物處理中心銷毀，估計花費4億5000萬港元。

## 竹篙灣檢疫中心
2020年初新型冠狀病毒病疫情期間，土木工程拓展署及建築署分別直接委託兩家中國國營建築公司（中國港灣香港振華公司，以及中國建築國際），於竹篙灣毗鄰香港迪士尼樂園停車場的一幅約四公頃政府土地上興建臨時檢疫設施。工程合約分別總值約1.93億及4.33億元，提供至少600個檢疫單位。及後，當局再委託金門建築及中國建築，再興建額外的檢疫單位。
2020年6月22日，一名土木工程拓展署監工疑因發現工程有部分工序不符合標準，拒簽滿意紙，遭到多名工人毆打受傷，監工自行前往北大嶼山醫院治理，隨後報警。警方經調查後拘捕3名工人。最終800個檢疫單位於2020年7月18日正式投入使用。
考評局更破天荒於竹篙灣檢疫中心設立特別試場供被確診感染新冠病毒的2022年香港中學文憑考試之考生居住及應試，每名考生將佔用兩個上下層單位， 上層住宿，下層考試，有關考生須於考試當天早上六時半前知會考評局，並須預約抗疫專用的士，由該等的士送往檢疫中心。檢疫中心有約三千個單位，可同時容納千多名考生。截至4月15日，有5名考生入住竹篙灣試場。
2023年3月1日，竹篙灣社區隔離設施正式关闭。

## 設施
- 財利船廠（已清拆）
- 竹篙灣發電廠

## 景點

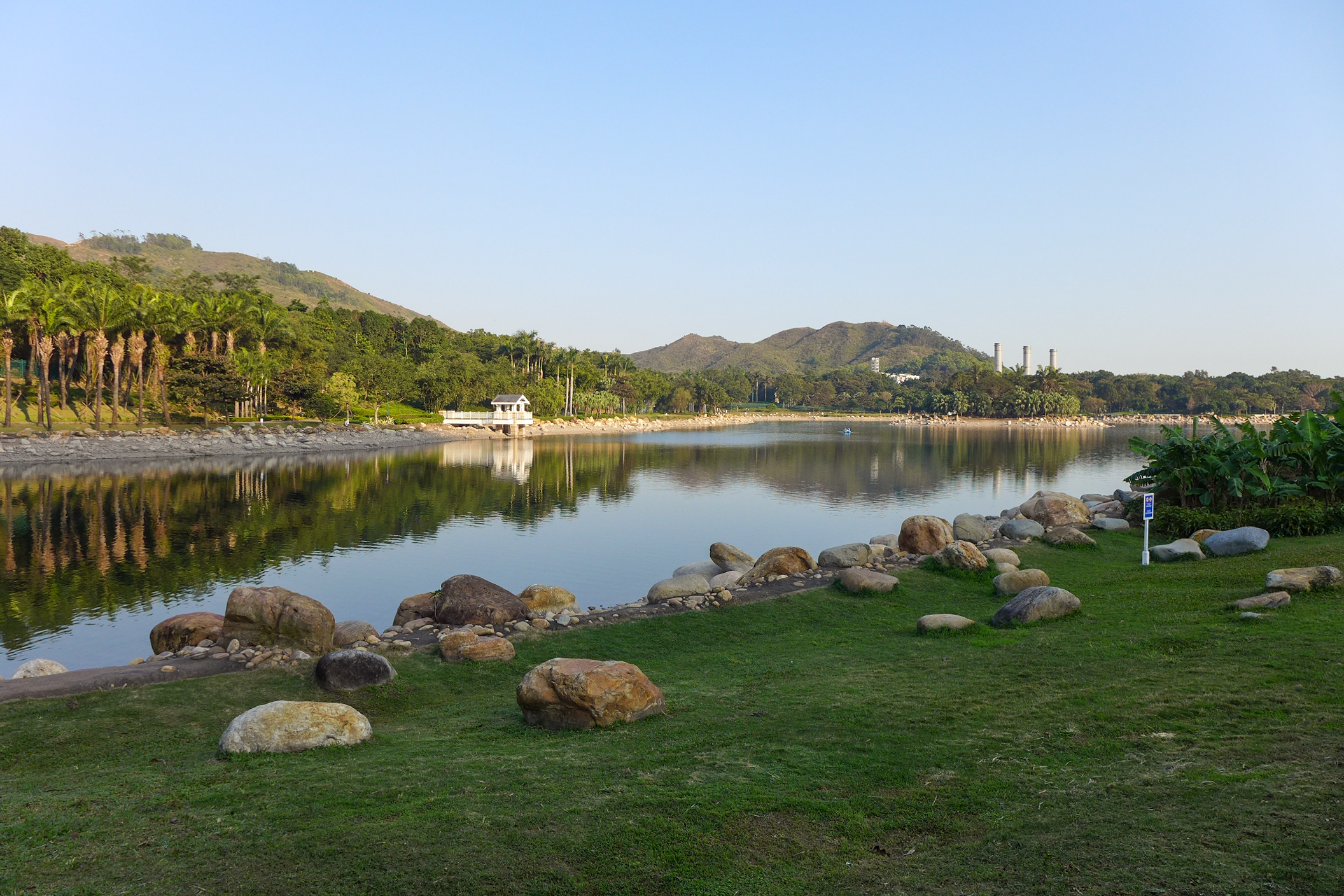
迪欣湖活動中心

- 香港迪士尼樂園度假區
  - 香港迪士尼樂園
  - 迪欣湖活動中心

## 酒店
- 香港迪士尼樂園酒店
- 迪士尼好萊塢酒店
- 迪士尼探索家度假酒店

## 交通

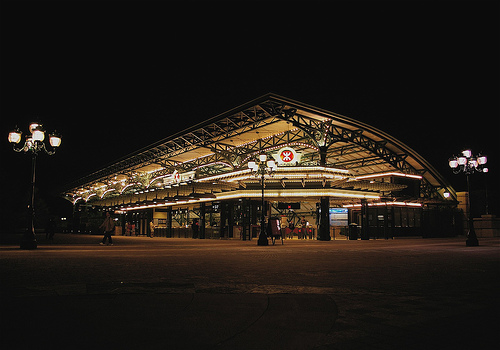
港鐵迪士尼站

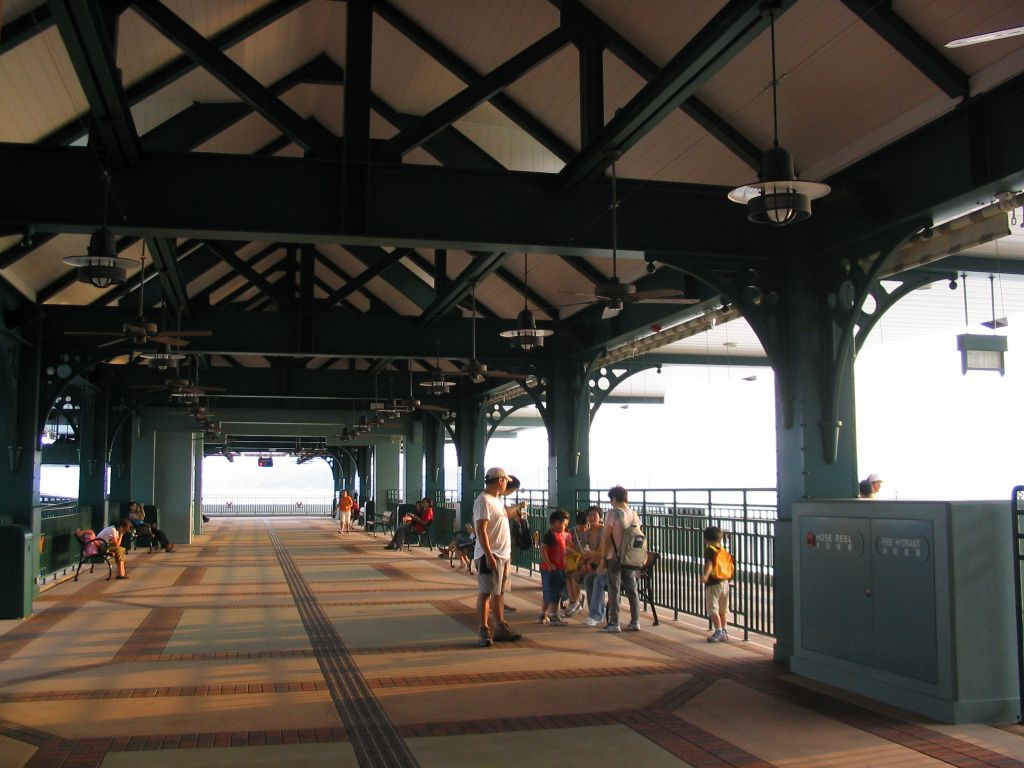
迪士尼碼頭

### 主要交通幹道
- 8號幹線
- 竹篙灣公路
- 神奇道
- 幻想道

### 公共交通
政府為竹篙灣檢疫中心完成隔離令的隔離人士提供接駁巴士前往青衣站。
參見 香港大典上的相关条目：迪士尼樂園公共運輸交匯處（繁體中文）。

## 參看
- 竹篙灣填海工程
- 大嶼山
- 香港迪士尼樂園度假區
- 香港迪士尼樂園

## 外部連結
- 一齣環保悲喜劇 （页面存档备份，存于） – Friends of the Earth (HK)